# Panstenon poaphilum
Panstenon poaphilum är en stekelart som beskrevs av Heydon 1992. Panstenon poaphilum ingår i släktet Panstenon och familjen puppglanssteklar. Inga underarter finns listade i Catalogue of Life.